# Chauffourt
Chauffourt es una comuna francesa situada en el departamento de Alto Marne, en la región de Gran Este.

## Demografía
| 248 | 248 | 223 | 234 | 229 | 205 | 189 |
| Para los censos de 1962 a 1999 la población legal corresponde a la población sin duplicidades (Fuente: INSEE [Consultar]) |     |     |     |     |     |     |